# Кубок Кар'яла 2016
Кубок Кар'яла 2016 — міжнародний хокейний турнір у Фінляндії в рамках Єврохокейтуру, пройшов 3—6 листопада 2016 року у Гельсінкі. Матч між збірними Чехії та Швеції (6:3) відбувся в Плзень.

## Результати та таблиця
| 1. | Росія     | *** | 3:0 | 5:1 | 3:2 | 3 | 3 | 0 | 0 | 0 | 11:3 | 9 |
| 2. | Чехія     | 0:3 | *** | 5:3 | 6:3 | 3 | 2 | 0 | 0 | 1 | 11:9 | 6 |
| 3. | Фінляндія | 1:5 | 3:5 | *** | 4:1 | 3 | 1 | 0 | 0 | 2 | 8:11 | 3 |
| 4. | Швеція    | 2:3 | 3:6 | 1:4 | *** | 3 | 0 | 0 | 0 | 3 | 6:13 | 0 |

М — підсумкове місце, І — матчі, В — перемоги, ВО — перемога по булітах (овертаймі), ПО — поразка по булітах (овертаймі), П — поразки, Ш — закинуті та пропущені шайби, О — очки

## Бомбардири
| М | Гравець         | Збірна | І | Г | П | Очк. | +/− | ШХ | Поз |
| - | --------------- | ------ | - | - | - | ---- | --- | -- | --- |
| 1 | Лукаш Раділ     | Чехія  | 3 | 3 | 2 | 5    | +5  | 4  | ПН  |
| 2 | Домінік Кубалик | Чехія  | 3 | 1 | 4 | 5    | +5  | 2  | ЛН  |
| 3 | Микита Гусєв    | Росія  | 3 | 2 | 2 | 4    | +3  | 2  | ПН  |

І = проведено ігор; Г = голи; П = передачі; Очк. = очки; +/− = плюс/мінус; ШХ = штрафні хвилини; ПОЗ = амплуа;

Джерело: Swehockey [Архівовано 9 листопада 2016 у Wayback Machine.]

## Найкращі воротарі
| М | Гравець         | Збірна    | ЧНЛ    | ГП | КД   | %ВК   | ША |
| - | --------------- | --------- | ------ | -- | ---- | ----- | -- |
| 1 | Ілля Сорокін    | Росія     | 120:00 | 1  | 0.50 | 98.18 | 1  |
| 2 | Мікко Коскінен  | Фінляндія | 81:52  | 2  | 4.34 | 93.33 | 0  |
| 3 | Ігор Шестьоркін | Росія     | 60:00  | 2  | 2.00 | 92.59 | 0  |

ЧНЛ = часу на льоду (хвилини: секунди); ГП = голів пропущено; КД = кидки; %ВК = відбитих кидків (у %); ША = шатаути

Джерело: Swehockey [Архівовано 9 листопада 2016 у Wayback Machine.]

## Найкращі гравці
- Найкращий воротар:  Ілля Сорокін
- Найкращий захисник:  Якуб Єрабек
- Найкращий нападник:  Лукаш Раділ